# 2019年世界水泳選手権セントルシア選手団
2019年世界水泳選手権セントルシア選手団は、2019年7月12日から7月28日まで韓国の光州で開催された第18回世界水泳選手権のセントルシア選手団、およびその競技結果。

## 選手団
- 人員: 選手 4人

## 選手名簿・結果
| 選手                         | 種目               | 予選         | 予選 | 準決勝   | 準決勝   | 決勝     | 決勝     |
| 選手                         | 種目               | 結果         | 順位 | 結果     | 順位     | 結果     | 順位     |
| ---------------------------- | ------------------ | ------------ | ---- | -------- | -------- | -------- | -------- |
| ジャン＝リュック・ゼフィール | 男子50m自由形      | 23秒51       | 64位 | 予選敗退 | 予選敗退 | 予選敗退 | 予選敗退 |
| ジャン＝リュック・ゼフィール | 男子100m自由形     | 51秒65       | 67位 | 予選敗退 | 予選敗退 | 予選敗退 | 予選敗退 |
| ジャイハン・オドラム＝スミス | 男子50mバタフライ  | 25秒47       | 63位 | 予選敗退 | 予選敗退 | 予選敗退 | 予選敗退 |
| ジャイハン・オドラム＝スミス | 男子100mバタフライ | 56秒31       | 55位 | 予選敗退 | 予選敗退 | 予選敗退 | 予選敗退 |
| ナイマ・ヘイゼル             | 女子50m自由形      | 27秒85       | 59位 | 予選敗退 | 予選敗退 | 予選敗退 | 予選敗退 |
| ナイマ・ヘイゼル             | 女子50m平泳ぎ      | 34秒79       | 42位 | 予選敗退 | 予選敗退 | 予選敗退 | 予選敗退 |
| ミカイリ・シャルルマーニュ   | 女子50mバタフライ  | 29秒24       | 42位 | 予選敗退 | 予選敗退 | 予選敗退 | 予選敗退 |
| ミカイリ・シャルルマーニュ   | 女子100m自由形     | 1分00秒27 NR | 65位 | 予選敗退 | 予選敗退 | 予選敗退 | 予選敗退 |